# Henry de Tilly
Henry de Tilly (†1205) est un chevalier normand du XIIIe siècle, membre de la famille de Tilly.
Il est le fils de Guillaume Ier de Tilly et de Denise de Mandeville et est à l'origine de la construction du château de Fontaine-Henry.
Il était seigneur de Fontaine, de Tilly, de Cuy, d'Ecouché et de Marshwood en Angleterre.
Selon un chartier de l'abbaye d'Ardenne de 1205, le fief de Fontaine-Henry s'appelait encore Fontes super Thaon  mais, en 1236, un premier document mentionne le nom de Fontaines-le-Henri. Le nom de la seigneurie aurait été modifié en l'honneur d'Henry de Tilly, après sa mort.

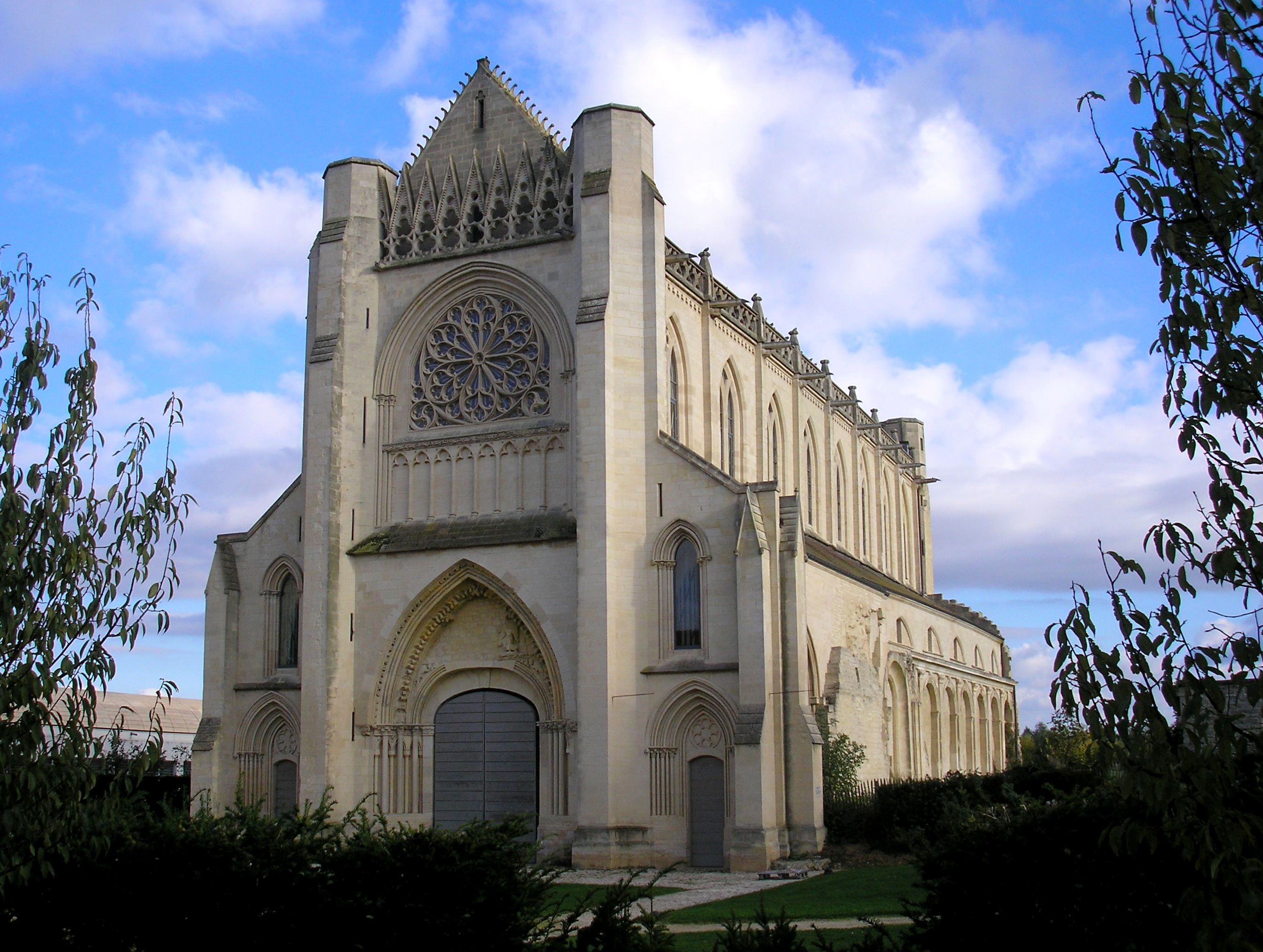
Abbaye d'Ardenne (Saint-Germain-la-Blanche-Herbe, Calvados)

Arcisse de Caumont a reproduit une partie de son testament , rédigé avant 1206 en présence de Robert, abbé d'Ardenne.
Outre une récompense à celui qui ferait un pèlerinage en Terre Sainte pour le repos de son âme, il gratifia les templiers de son armure et de dons de nombreuses abbayes normandes : les abbayes de Sainte Marguerite de Vignats,  de Blanchelande, de de saint-Sauveur-le-Vicomte, de saint-Jean-Baptiste de Falaise, de Silly-en-Gouffern, de  Saint-Martin de Sées, des Cordillons à Lingèvres, de la Luzerne, abbaye à l'origine de la fondation de l'abbaye d'Ardenne, abbaye dans laquelle il demanda à reposer et à laquelle il offrit des moutons et des chèvres de Séville.
Il fut inhumé à l'abbaye d'Ardenne, abbaye à laquelle lui et ses descendants étaient très attachés et qu'ils ont avantagée de nombreux dons.
Henri de Tilly avait épousé Gondrede de Montbray, dame d'Ecouché et ils eurent un fils :
Guillaume II de Tilly , qui épousa Julienne au début du XIIIe siècle, la fille de Guillaume de La Ferté-Arnaud (La Ferté-Vidame), seigneur de Breteuil et de Villepreux et de Constance de Courtenay, la fille de Pierre de France, la sœur de Pierre II de Courtenay, empereur latin de Constantinople et donc la cousine germaine du roi Philippe Auguste.